# Lișmănița, Botoșani
Lișmănița este un sat ce aparține orașului Darabani din județul Botoșani, Moldova, România.

Lișmănița pe harta toponimică a Hudeștiului